# 37 Herculis
37 Herculis är en blåvit stjärna i huvudserien i Herkules stjärnbild.
Stjärnan har visuell magnitud +5,76 och synlig för blotta ögat vid någorlunda god seeing. Den befinner sig på ett avstånd av ungefär 295 ljusår.